# Viaduc du Day
Le viaduc du Day est un viaduc ferroviaire de 65 mètres de haut situé sur la commune de Vallorbe en Suisse qui permet à la ligne Cossonay – Vallorbe d’enjamber l'Orbe. Le viaduc actuel en pierre a été construit entre 1923 et 1925 et succède à un viaduc à tabliers métalliques qui datait de 1869. Un passage sous le tablier permet la traversée du viaduc aux piétons.

## Construction

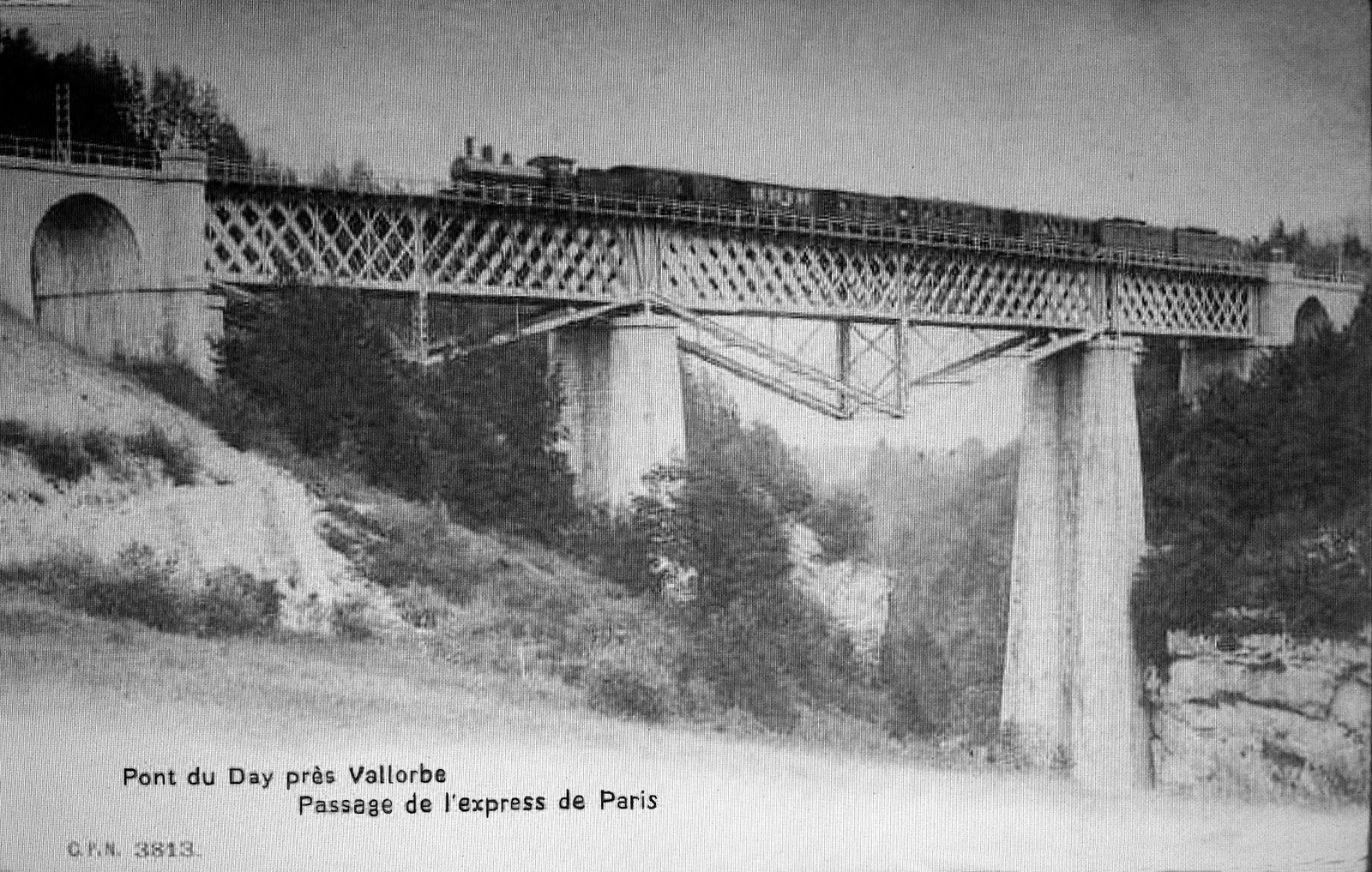
Le viaduc originel.

Le viaduc a été construit pour assurer le développement de Vallorbe, à la frontière avec la France et permettre ainsi son développement international. La construction du viaduc débute en 1867, entreprise par la Compagnie du chemin de fer du Jougne-Eclépens (en). 
Deux cents hommes ont été nécessaires pour monter les deux piles. Le tablier métallique long de 119 m pour un poids de plus de 500 tonnes a été posé en 1869. Le viaduc compte trois travées de 23,6 m (côté Vallorbe), 56 m au centre et 36,5 m (côté Lausanne) et surplombe la rivière de 56 m. Le tablier, prévu pour une double voie mais, équipé d'une seule voie, laisse un passage public pour les piétons.
L'inauguration a lieu en 1870. L'ouverture de la liaison Pontarlier-Vallorbe en 1875 renforce le trafic de la ligne.
En 1915, le tunnel sous le Mont-d'Or est ouvert, rendant obsolète la liaison vers Pontarlier mais augmentant encore la fréquence des passages.
Avec l'augmentation du trafic sur la ligne et l'impossibilité de procéder à son électrification, l'ouvrage métallique doit être remplacé. L'actuel viaduc a été construit de 1923 à 1925 par Bollini et Chiavazza et reprend les piles et les culées de l'ancien viaduc. Ses cintres ont été posés alors que l'ancien tablier était encore en place. Il mesure 152 m de long et 45 m de haut. Les pierres proviennent des carrières d’Arvel près de Villeneuve.
Le viaduc a été rénové en 2011. Il voit passer environ une soixantaine de trains par jour.

## Aujourd'hui
Le viaduc est toujours utilisé de nos jours par les CFF pour le passage régulier des trains régionaux de la ligne Vallorbe-Lausanne et des TGV Sud-Est Lausanne-Paris ainsi que par ceux de la ligne Vallorbe-Le Pont-Le Brassus. Un passage piéton large de 1,5 m a été aménagé dès la construction sous les voutes et permet de l'emprunter à pied pour rejoindre Le Day depuis la route cantonale menant à la douane de Vallorbe-Le Creux. 

## Environnement
Sur la rive gauche du viaduc se trouve un chemin permettant de suivre l'Orbe. Le viaduc surplombe le lac de retenue du barrage du Day et précède de quelques dizaines de mètres la confluence avec la Jougnenaz.

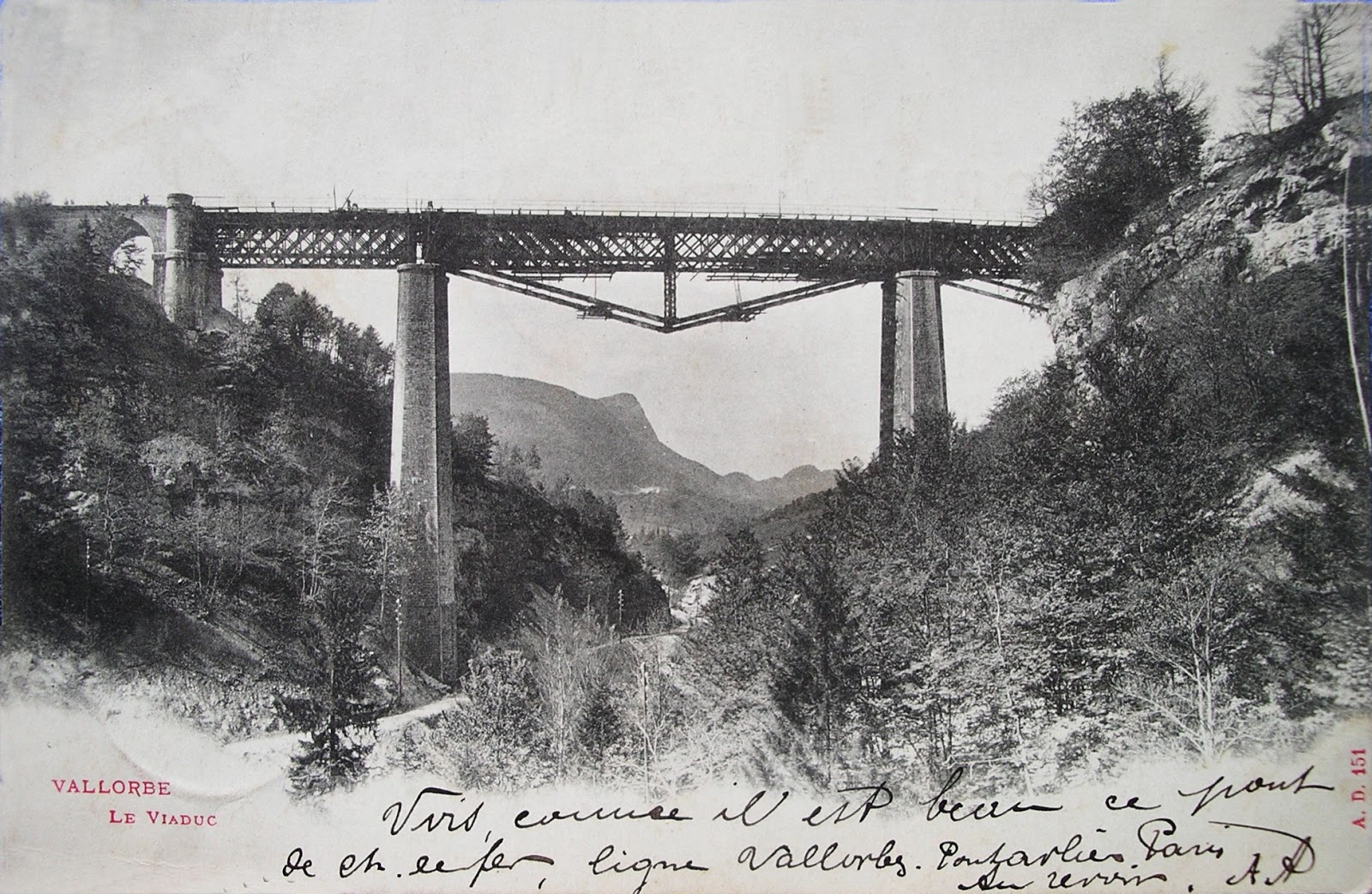
Viaduc originel.
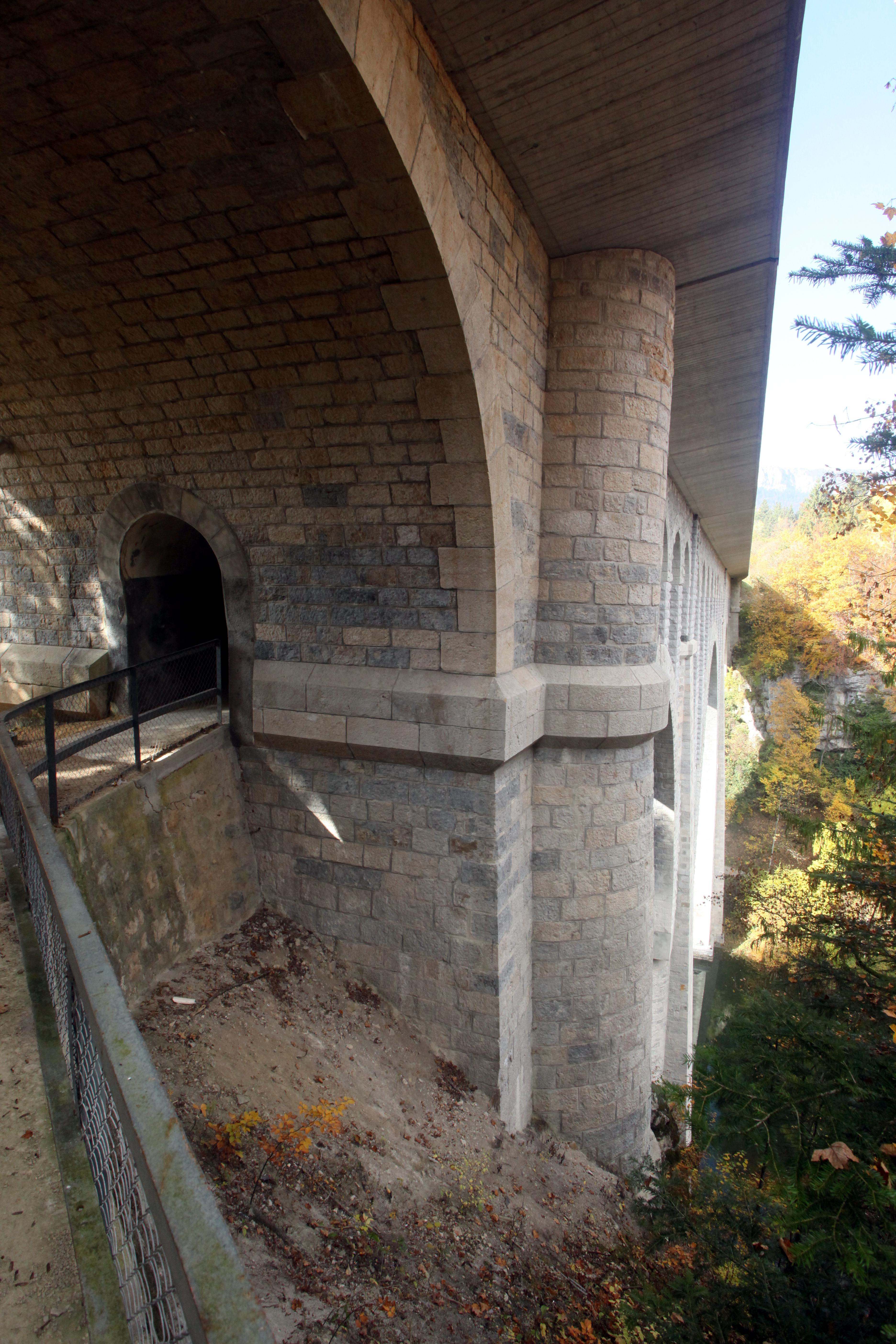
Entrée de la galerie piétonne.
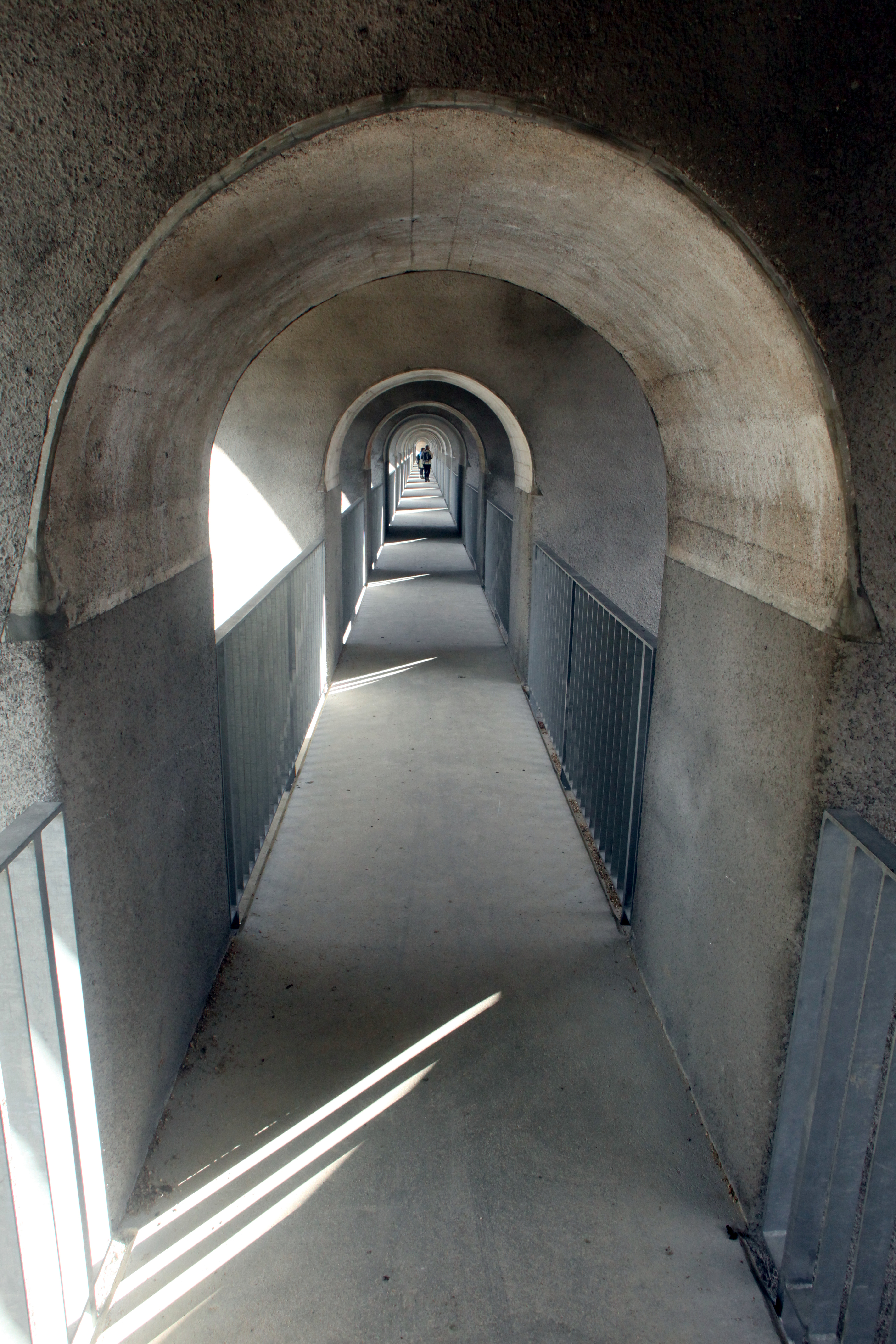
Galerie sous les voutes.
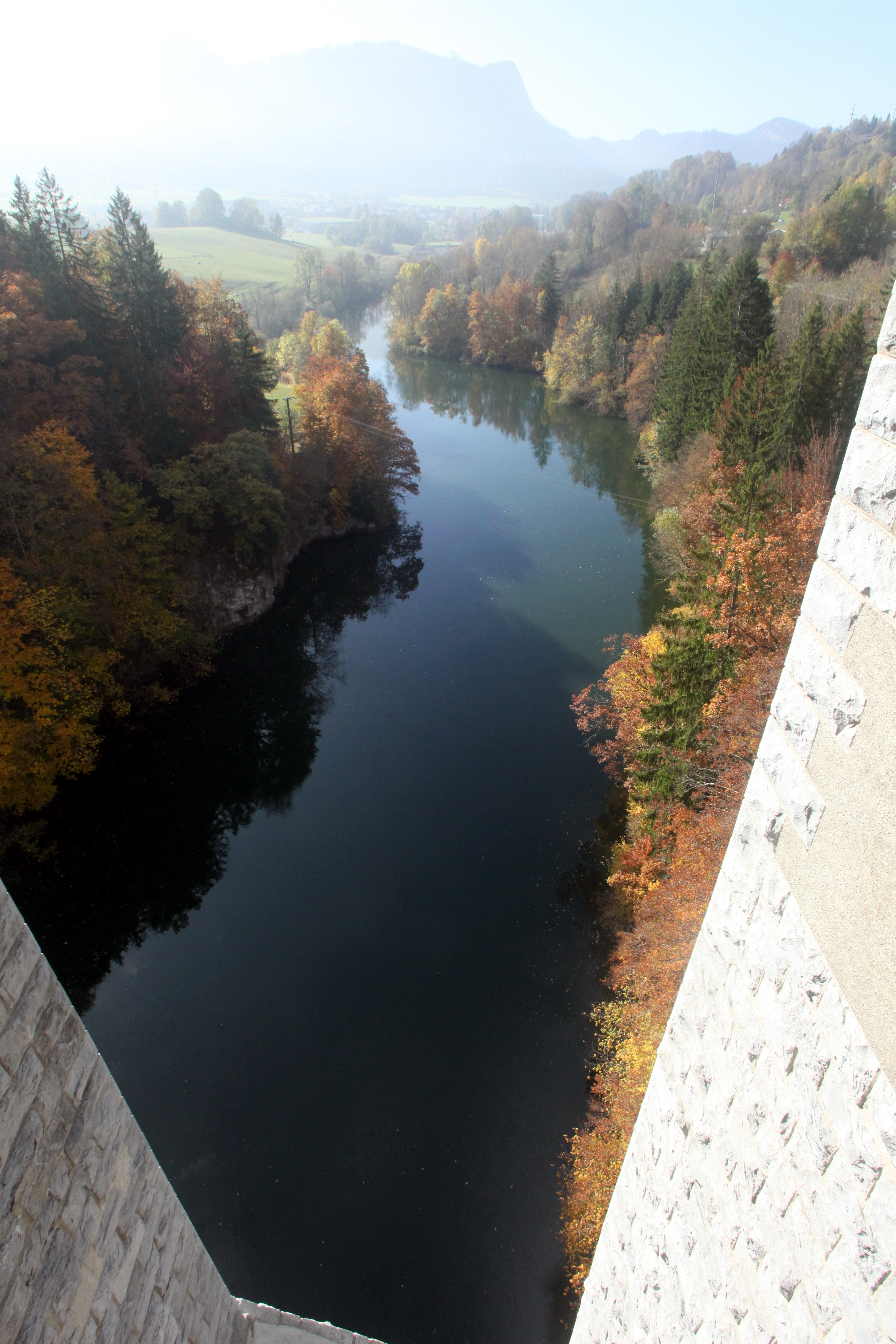
L'Orbe vue du viaduc.
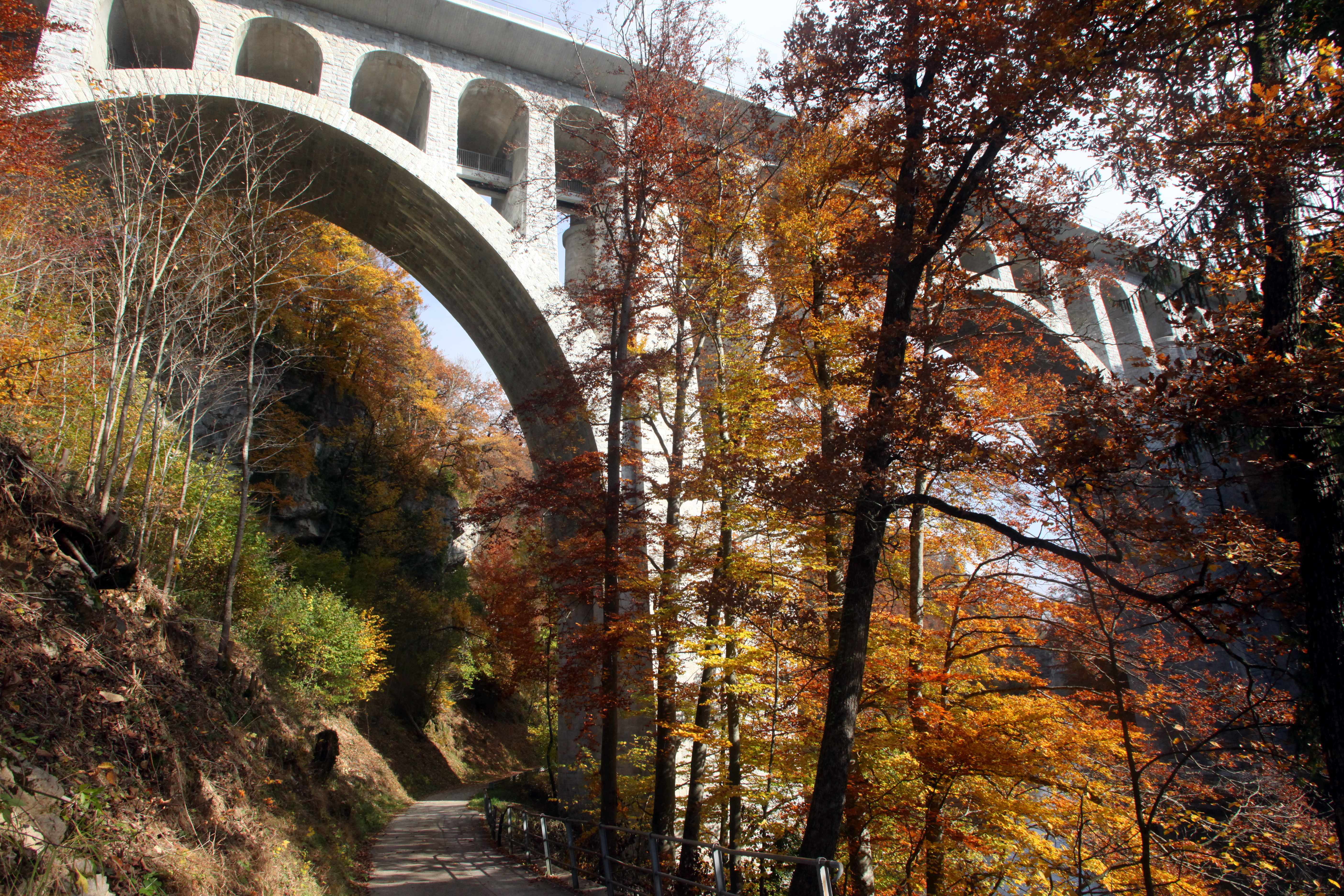
Le viaduc en automne.
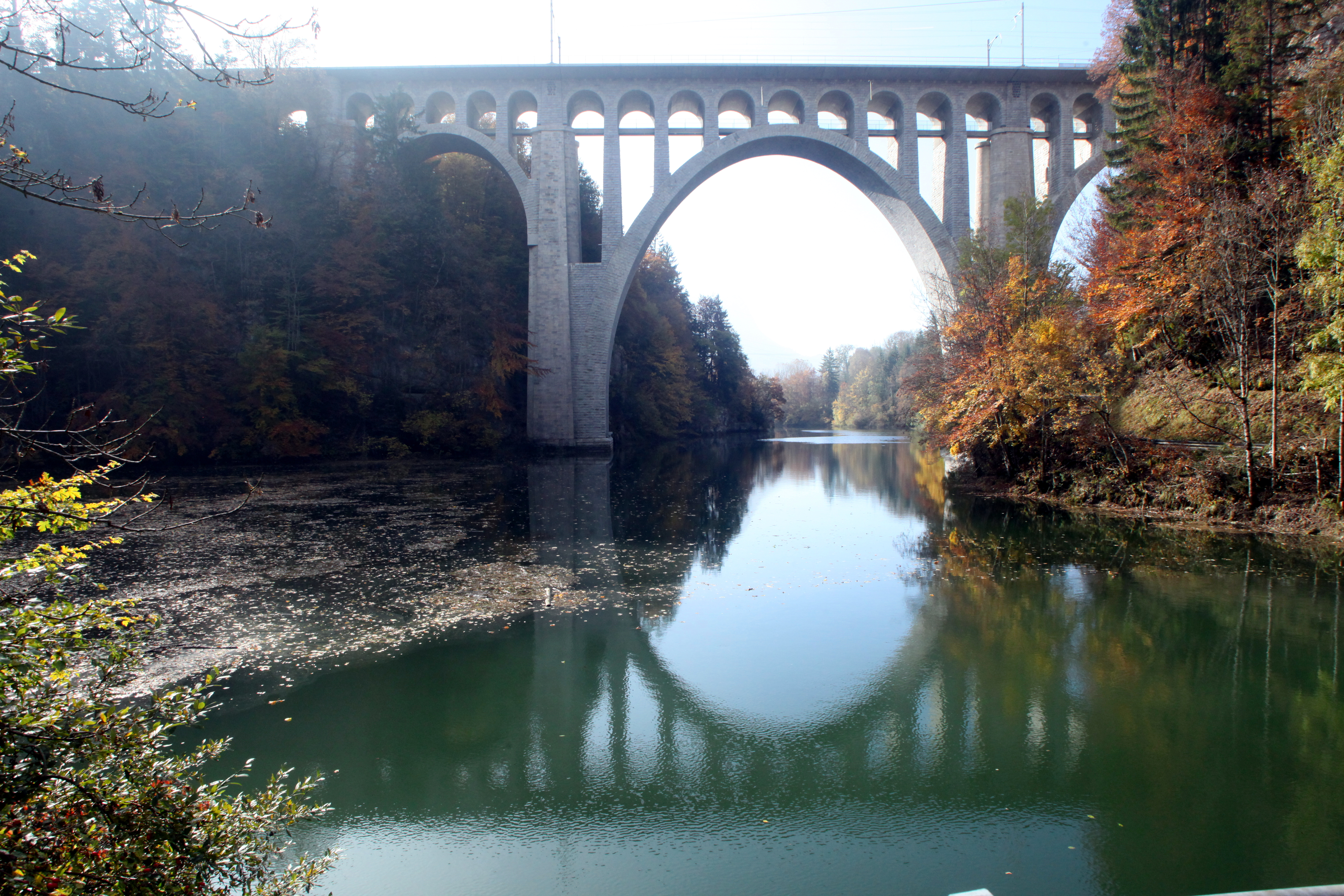
Le viaduc et son reflet.

## Sources
- Viaduc du Day sur Structurae.